# West Redonda Island
West Redonda Island är en ö i Kanada.   Den ligger i provinsen British Columbia, i den sydvästra delen av landet, 3 600 km väster om huvudstaden Ottawa. Arean är 176 kvadratkilometer.
Terrängen på West Redonda Island är kuperad. Öns högsta punkt är 1 037 meter över havet. Den sträcker sig 21,5 kilometer i nord-sydlig riktning, och 16,4 kilometer i öst-västlig riktning.
I omgivningarna runt West Redonda Island växer i huvudsak barrskog. Trakten runt West Redonda Island är nära nog obefolkad, med mindre än två invånare per kvadratkilometer.